# Jaydon Hibbert
Jaydon Hibbert (* 17. Januar 2005 in Kingston) ist ein jamaikanischer Leichtathlet, der sich auf den Dreisprung spezialisiert hat.

## Sportliche Laufbahn
Erste internationale Erfahrungen sammelte Jaydon Hibbert im Jahr 2021, als er bei den NACAC-U18-Meisterschaften in San José mit einer Weite von 16,02 m die Goldmedaille im Dreisprung gewann und sich mit 7,31 m die Silbermedaille im Weitsprung sicherte. Anschließend gewann er bei den U20-Weltmeisterschaften in Nairobi mit 16,05 m die Silbermedaille im Dreisprung. Im Jahr darauf siegte er mit 7,62 m und 17,05 m im Weit- und Dreisprung bei den CARIFTA Games in Kingston und im August siegte er bei den U20-Weltmeisterschaften in Cali mit neuem jamaikanischen U18-Rekord von 17,27 m. Im Sommer begann er ein Studium an der University of Arkansas in den Vereinigten Staaten. 2023 siegte er mit 16,11 m bei den CARIFTA Games in Nassau und wurde dann im Juni NCAA-Collegemeister im Dreisprung. Im Juli wurde er beim Herculis mit 17,66 m Zweiter und im August erreichte er bei den Weltmeisterschaften in Budapest das Finale und brachte dort keinen gültigen Versuch zustande. Im Jahr darauf nahm er an den Olympischen Sommerspielen in Paris teil und belegte dort mit 17,61 m im Finale den vierten Platz.
In den Jahren 2022 und 2023 wurde Hibbert jamaikanischer Meister im Dreisprung.

## Persönliche Bestleistungen
- Weitsprung: 7,87 m (+1,2 m/s), 6. April 2022 in Kingston
- Dreisprung: 17,87 m (1,3 m/s), 13. Mai 2023 in Baton Rouge  (U20-Nordamerikarekord)